# المتحف الوطني (المالديف)

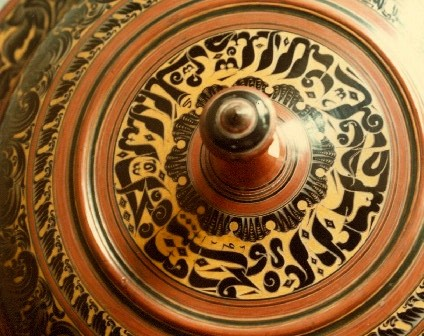

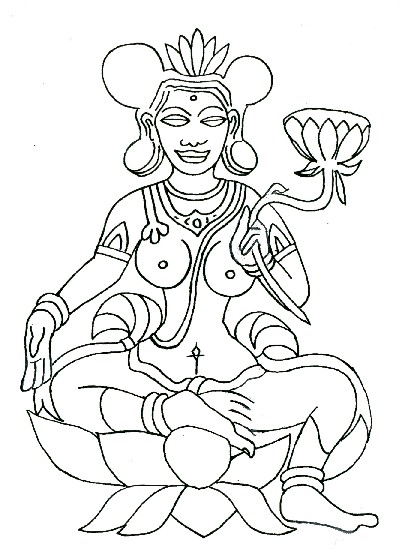
المالديف تارا, 30 سم ارتفاع نقش على حجر مرجاني من القرن التاسع محفوظ في المتحف الوطني في مدينة ماليه في جزر المالديف

أنشئ المتحف في اليوم الوطني لجزر المالديف، أول متحف وطني في البلاد افتتح في 11 نوفمبر عام 1952، من قبل رئيس الوزراء في ذلك الوقت محمد أمين ديدي.

## نظرة عامة
بهدف الحفاظ على التاريخ وغرس حب الوطن بين الناس في جزر المالديف، المتحف يحتوي على مجموعة كبيرة من التحف التاريخية، بدءا من الأجسام الحجرية إلى بقايا الآثار الملكية من عصر البوذية إلى عصر السيادة الإسلامية.
كان المتحف يدار من قبل المركز المالديفي للأبحاث اللغوية والتاريخية.[بحاجة لمصدر] وفي 28 نيسان / أبريل 2010، ألغيت هذه الإدارة من قبل الرئيس محمد نشيد وأوكلت مسؤولية المتحف إلى وزارة السياحة والثقافة والفنون في حين سُلّمت إدارة المركز المالديفي للأبحاث اللغوية والتاريخية إلى جامعة المالديف الوطنية.

## مواعيد
- 10 صباحاً – 4 مساءًأ الخميس–السبت (مغلق يوم الجمعة).

## وصلات خارجية
- Maldives National Museum collection
- National Museum in Male', Maldives, لونلي بلانيت